# Niklas Jonsson
Niklas Jonsson (* 31. Mai 1969 in Piteå) ist ein ehemaliger schwedischer Skilangläufer.

## Werdegang
Jonsson, der für den Piteå Elit SK startete, gewann mit der schwedischen Langlaufstaffel bei den Juniorenweltmeisterschaften 1988 in Saalfelden die Bronzemedaille. Im folgenden Jahr holte er bei den Juniorenweltmeisterschaften in Vang die Silbermedaille über 10 km. Er debütierte im Januar 1990 in Moskau im Weltcup und belegte dabei den zehnten Platz über 30 km Freistil. In der Saison 1991/92 kam er im Weltcupeinzel viermal unter die ersten Zehn und erreichte zum Saisonende den 12. Platz im Gesamtweltcup. Bei den Olympischen Winterspielen 1992 in Albertville errang er den 13. Platz im Verfolgungsrennen, den siebten Platz über 30 km klassisch und den fünften Platz über 10 km klassisch. Im folgenden Jahr belegte er bei den nordischen Skiweltmeisterschaften 1993 in Falun den 30. Platz über 30 km klassisch und den sechsten Rang mit der Staffel. Seine beste Einzelplatzierung im Weltcup in der Saison 1992/93, die er auf dem 28. Platz im Gesamtweltcup beendete, war der sechste Platz im Verfolgungsrennen in Ramsau am Dachstein. Außerdem wurde er schwedischer Meister über 15 km. Zu Beginn der Saison 1993/94 erreichte er mit dem dritten Platz über 30 km klassisch in Bormio seine erste Podestplatzierung im Weltcup. Im weiteren Saisonverlauf errang er im Weltcup vier Top-Zehn-Platzierungen. Bei den Olympischen Winterspielen 1994 in Lillehammer kam er auf den 30. Platz über 10 km klassisch und auf den 27. Rang über 50 km klassisch. Zum Saisonende belegte er den 11. Platz im Gesamtweltcup und erreichte damit seine beste Gesamtplatzierung. Nach Platz drei über 15 km klassisch in Tauplitzalm zu Beginn der Saison 1994/95, kam er sechsmal in die Punkteränge, davon einmal unter die ersten Zehn. Beim Saisonhöhepunkt den nordischen Skiweltmeisterschaften 1995 in Thunder Bay belegte er den 14. Platz über 10 km klassisch, den 11. Rang beim anschließenden Verfolgungsrennen und den vierten Platz mit der Staffel. Die Saison beendete er auf dem 18. Platz im Gesamtweltcup. In der folgenden Saison holte er bei 12 Weltcupteilnahmen, zehnmal Punkte. Dabei kam er in Štrbské Pleso mit dem dritten Platz 50 km Freistil erneut aufs Podest und belegte zum Saisonende den 16. Rang im Gesamtweltcup. Ebenfalls im Jahr 1996 wurde er schwedischer Meister über 50 km. Sein bestes Einzelresultat in der Weltcupsaison 1996/97 war der sechste Platz über 10 km klassisch in Davos und erzielte zum Saisonende den 24. Platz im Gesamtweltcup und den 17. Rang im Sprintweltcup. Bei den nordischen Skiweltmeisterschaften 1997 in Trondheim belegte er den 30. Platz über 10 km klassisch und den 23. Rang beim folgenden Verfolgungsrennen. In der Saison 1997/98 holte er sechsmal Weltcuppunkte. Im Januar 1998 wurde er in Ramsau am Dachstein Zweiter mit der Staffel. Den größten Erfolg seiner Karriere hatte er beim Saisonhöhepunkt den Olympischen Winterspielen 1998 in Nagano. Dort gewann er die Silbermedaille über 50 km Freistil. Zudem errang er den 25. Platz über 10 km klassisch, den zehnten Platz in der Verfolgung und den vierten Platz mit der Staffel. In der folgenden Saison erreichte er im Weltcupeinzel vier Top-Zehn-Platzierungen und zum Saisonende den 18. Platz im Sprintweltcup, den 14. Rang im Gesamtweltcup und den neunten Platz im Langdistanzweltcup. Seine besten Resultate bei den nordischen Skiweltmeisterschaften 1999 in Ramsau am Dachstein waren der sechste Platz mit der Staffel und der vierte Platz über 50 km klassisch. Bei den schwedischen Meisterschaften 1999 siegte er mit der Staffel. Nach Platz fünf in Kiruna und Platz vier in Sappada zu Beginn der Saison 1999/2000, kam er über 30 km klassisch in Davos zum vierten Mal im Weltcupeinzel aufs Podium. Es folgten Platzierungen außerhalb der ersten Zehn und zum Saisonende der 27. Platz im Gesamtweltcup und der zehnte Rang im Langdistanzweltcup. Sein bestes Einzelresultat im Weltcup in der Saison 2000/01 war der 22. Platz über 10 km klassisch in Otepää. In seiner letzten aktiven Saison 2001/02 kam er bei sechs Einzelteilnahmen im Weltcup, dreimal in die Punkteränge. Sein bestes Ergebnis dabei war der 16. Platz im 30-km-Massenstartrennen in Ramsau am Dachstein. Beim Weltcup in Davos siegte er mit der Staffel. Bei den Olympischen Winterspielen 2002 in Salt Lake City belegte er den 36. Platz im 30-km-Massenstartrennen, den 28. Rang im Skiathlon und den 13. Platz mit der Staffel.

## Teilnahmen an Weltmeisterschaften und Olympischen Winterspielen

### Olympische Spiele
- 1992 Albertville: 5. Platz 10 km klassisch, 7. Platz 30 km klassisch, 13. Platz 15 km Verfolgung
- 1994 Lillehammer: 27. Platz 50 km klassisch, 30. Platz 10 km klassisch
- 1998 Nagano: 2. Platz 50 km Freistil, 4. Platz Staffel, 10. Platz 15 km Verfolgung, 25. Platz 10 km klassisch
- 2002 Salt Lake City: 13. Platz Staffel, 28. Platz 20 km Skiathlon, 36. Platz 30 km Freistil Massenstart

### Nordische Skiweltmeisterschaften
- 1993 Falun: 6. Platz Staffel, 30. Platz 30 km klassisch
- 1995 Thunder Bay: 4. Platz Staffel, 11. Platz 15 km Verfolgung, 14. Platz 10 km klassisch
- 1997 Trondheim: 23. Platz 15 km Verfolgung, 30. Platz 10 km klassisch
- 1999 Ramsau: 4. Platz 50 km klassisch, 6. Platz Staffel, 15. Platz 30 km Freistil, 18. Platz 15 km Verfolgung

## Platzierungen im Weltcup

### Weltcup-Statistik
Die Tabelle zeigt die erreichten Platzierungen im Einzelnen.
- 1.–3. Platz: Anzahl der Podiumsplatzierungen
- Top 10: Anzahl der Platzierungen unter den ersten zehn
- Punkteränge: Anzahl der Platzierungen innerhalb der Punkteränge
- Starts: Anzahl gelaufener Rennen in der jeweiligen Disziplin
- Hinweis: Bei den Distanzrennen erfolgt die Einordnung gemäß FIS.

| Platzierung         | Distanzrennen a | Distanzrennen a | Distanzrennen a | Distanzrennen a | Distanzrennen a | Skiathlon Verfolgung | Sprint | Etappen- rennen b | Gesamt | Team c | Team c  |
| Platzierung         | ≤ 5 km          | ≤ 10 km         | ≤ 15 km         | ≤ 30 km         | > 30 km         | Skiathlon Verfolgung | Sprint | Etappen- rennen b | Gesamt | Sprint | Staffel |
| ------------------- | --------------- | --------------- | --------------- | --------------- | --------------- | -------------------- | ------ | ----------------- | ------ | ------ | ------- |
| 1. Platz            |                 |                 |                 |                 |                 |                      |        |                   |        |        | 1       |
| 2. Platz            |                 |                 |                 |                 |                 |                      |        |                   |        |        | 1       |
| 3. Platz            |                 |                 | 1               | 2               | 1               |                      |        |                   | 4      |        |         |
| Top 10              |                 | 5               | 7               | 8               | 3               | 2                    |        |                   | 25     |        | 8       |
| Punkteränge         |                 | 19              | 18              | 23              | 7               | 7                    |        |                   | 74     |        | 8       |
| Starts              |                 | 27              | 33              | 28              | 8               | 7                    |        |                   | 103    |        | 8       |
| Stand: Karriereende |                 |                 |                 |                 |                 |                      |        |                   |        |        |         |

### Weltcup-Gesamtplatzierungen
| Saison    | Gesamt | Gesamt | Langdistanz | Langdistanz | Sprint | Sprint |
| Saison    | Punkte | Platz  | Punkte      | Platz       | Punkte | Platz  |
| --------- | ------ | ------ | ----------- | ----------- | ------ | ------ |
| 1989/90   | 6      | 40.    | –           | –           | –      | -      |
| 1990/91   | 9      | 30.    | –           | –           | –      | -      |
| 1991/92   | 39     | 12.    | –           | –           | –      | -      |
| 1992/93   | 91     | 28.    | –           | –           | –      | -      |
| 1993/94   | 243    | 11.    | –           | –           | –      | -      |
| 1994/95   | 182    | 18.    | –           | –           | –      | -      |
| 1995/96   | 218    | 16.    | –           | –           | –      | -      |
| 1996/97   | 117    | 24.    | 29          | 30.         | 79     | 17.    |
| 1997/98   | 92     | 28.    | 62          | 19.         | 30     | 38.    |
| 1998/99   | 259    | 14.    | 129         | 9.          | 130    | 18.    |
| 1999/2000 | 223    | 27.    | 105 122     | 10. 1 22. 2 | –      | –      |
| 2000/01   | 9      | 108.   | –           | –           | –      | –      |
| 2001/02   | 24     | 94.    | –           | –           | –      | –      |